# Ronnie Clayton
Ronald „Ronnie“ Clayton (* 5. August 1934 in Preston; † 29. Oktober 2010 in Blackburn) war ein englischer Fußballspieler. Er spielte 20 Jahre für die Blackburn Rovers, absolvierte zwischen 1955 und 1960 insgesamt 35 Länderspiele für die englische Fußballnationalmannschaft und war Teil des Kaders, der an der WM 1958 in Schweden teilnahm.

## Sportlicher Werdegang
Clayton schloss sich im Jahr 1949 den Blackburn Rovers an, nachdem er zuvor gemeinsam mit seinem Bruder beim Probetraining bei dem Lokalrivalen Preston North End durchgefallen war. Der Mittelfeldspieler, der sich dort zumeist auf der offensiven Außenposition aufhielt, debütierte am 25. April 1951 in der zweiten englischen Liga beim 2:1-Sieg gegen die Queens Park Rangers. Nach Beendigung seines Militärdienstes im Alter von 20 Jahren wurde er zum Mannschaftskapitän der Rovers bestimmt und nach vorherigen Einsätzen in der U23-Nachwuchsmannschaft im Jahr 1955 in die Nationalmannschaft berufen, für die er dann am 2. November gegen Nordirland im Wembley-Stadion sein erstes Spiel machte.
Da Blackburn weiterhin in der zweiten Liga spielte, erhielt Clayton Angebote von Chelsea, Liverpool, Manchester City und Manchester United, die er jedoch ablehnte. Im Jahr 1958 gelang ihm schließlich mit seinem Verein der Aufstieg in die First Division und er wurde in den Kader der WM 1958 in Schweden berufen. Er wurde jedoch nur beim 0:1 im entscheidenden Gruppenspiel gegen die Sowjetunion eingesetzt, als beide Teams aufgrund gleich erzielter Punkte und Tore zu einem zweiten Spiel gegeneinander antreten mussten.
Während seiner Laufbahn zeichnete er sich mehr als Torevorbereiter mit intensiver Laufbereitschaft und Flankenläufen denn als Torschütze aus und kam daher in insgesamt 581 Spielen lediglich auf 15 Treffer. Gegen Ende seiner Karriere wechselte Clayton auf eine zentrale Defensivposition und musste im Jahr 1966 seinen Verein aus Blackburn bei dem Abstieg in die Second Division begleiten. Sein letztes Spiel bestritt er für Blackburn im Jahr 1969, bevor er als Spielertrainer beim niederklassigen FC Morecambe seine fußballerische Karriere ausklingen ließ.
Clayton lebte zuletzt in Wilpshire, nördlich von Blackburn gelegen, und war Teil einer Gruppe, die Führungen durch das Stadion der Rovers, den Ewood Park, organisiert.